# مکتب قزلباشی شیراز
مکتب قزلباشی شیراز یکی از جریان‌های فعال و تأثیرگذار در تاریخ نگارگری ایرانی در سدهٔ دهم قمری/شانزدهم میلادی است که در دورهٔ صفوی و در شیراز شکل گرفت. این مکتب با وجود جابه‌جایی‌های سیاسی و تمرکز حکومت صفوی بر قزوین و سپس اصفهان، توانست با پشتیبانی حاکمان محلی ترکمان حیات مستقل و پویایی را دنبال کند. در این مکتب، سنت‌های تصویری شیراز در این دوره نه تنها حفظ شدند بلکه تحت تأثیر تعامل با حاکمان ترکمان، هنرمندان محلی، و مجموعه‌داران عثمانی، توسعه یافتند و رنگ تازه‌ای به خود گرفتند.

## زمینهٔ تاریخی
در دوره‌ای که پایتخت صفویان از تبریز به قزوین منتقل شد و هنر رسمی درباری در مکتب تبریز دوم تمرکز یافت، برخی از مراکز هنری مانند شیراز به حاشیه رانده شدند. با این حال، شیراز به‌دلیل جایگاه فرهنگی، وجود کتابخانه‌های معتبر، و مهم‌تر از آن، حضور حاکمان محلی ترکمان که به هنر کتاب‌آرایی علاقه‌مند بودند، همچنان فعال باقی ماند. این حاکمان، با گردآوردن هنرمندان محلی و تأسیس کارگاه‌های کتاب‌سازی، شرایط لازم را برای ادامهٔ تولید نسخه‌های خطی مصور فراهم کردند.

## ویژگی‌های سبک‌شناختی
مکتب قزلباشی شیراز در این دوره دارای ویژگی‌هایی مشخص بود:
- چهره‌پردازی‌های تخت و ساده
- استفاده از رنگ‌های تند و زنده
- ترکیب‌بندی‌های تکراری و تزئینی
- معماری‌های غیرواقع‌گرایانه و خیالی
- توجه به مناظر طبیعی با گرایش تزئینی

این سبک در عین وفاداری به سنت‌های گذشته، بازتابی از گرایش بازارمحور نیز بود؛ زیرا بسیاری از آثار برای فروش به مجموعه‌داران عثمانی تولید می‌شدند و لزوماً برای دربار رسمی صفوی تهیه نشده بودند.

## نگارگری شیراز و بازار عثمانی
یکی از نکات مهم در تاریخ مکتب قزلباشی در این دوره، حضور آثار آن در مجموعه‌های عثمانی است. بررسی نسخ موجود در موزه‌ها و کتابخانه‌هایی چون موزهٔ فریر، کتابخانهٔ جان رایلندز، و کتابخانهٔ دانشگاه پرینستون نشان می‌دهد که نسخه‌های مصور  مکتب قزلباشی شیرازی در بازارهای هنر استانبول خرید و فروش می‌شدند و مورد علاقهٔ مجموعه‌داران عثمانی بودند. این نسخ گاه دارای مُهرهای کتابخانه‌های سلطنتی عثمانی نیز هستند و نشانه‌ای از مبادلات هنری میان ایران و عثمانی در سدهٔ شانزدهم‌اند.

## ساختار تولید و هنرمندان
اطلاعات اندکی از هنرمندان این دوره در دست است. امضای آثار اغلب به صورت ناشناس یا رمزآلود است. تولید نسخه‌ها بر پایهٔ نیاز بازار شکل گرفته بود و اغلب قطع کوچک، سبک، و قابل حمل داشتند.  برخلاف نگارگران درباری که اغلب نامشان در نسخه‌ها یا منابع تاریخی آمده، بسیاری از هنرمندان شیرازی ناشناخته باقی مانده‌اند. برخی از نسخه‌ها تنها با امضای «عمل بنده» یا مهرهای مالکیت شناخته می‌شوند.

## نمونه‌های برجسته
از نسخه‌های مهم منسوب به این مکتب می‌توان به موارد زیر اشاره کرد:
- خمسه نظامی
- دیوان حافظ[۵]
- شاهنامه
- متون عرفانی و اخلاقی مانند گلستان سعدی

## نسخه‌های شاخص منسوب به مکتب قزلباشی شیراز
| نام اثر                   | محل نگهداری               | تاریخ تقریبی | ویژگی‌های تصویری شاخص                           | منبع  |
| ------------------------- | ------------------------- | ------------ | ---------------------------------------------- | ----- |
| خمسه نظامی                | کتابخانه جان رایلندز      | حدود ۹۵۰ ق   | چهره‌های تخت، منظره‌های خیالی، ترکیب متقارن      | [ ۲ ] |
| دیوان حافظ                | کتابخانه دانشگاه پرینستون | حدود ۹۶۰ ق   | رنگ‌های تند، تکرار نگاره‌های بزمی                | [ ۲ ] |
| شاهنامه فردوسی (قطع کوچک) | موزه فریر                 | سدهٔ دهم هجری | منظره‌های اغراق‌آمیز، عدم رعایت پرسپکتیو         | [ ۲ ] |
| گلستان سعدی               | کتابخانه شخصی در استانبول | حدود ۹۵۵ ق   | معماری‌های تزئینی، پوشش‌های متنوع ایرانی-ترکمانی | [ ۲ ] |

## بازخوانی نوین
در حالی که مکتب تبریز دوم، تحت حمایت دربار صفوی، در حال خلق آثار با دقت و کیفیت بالا بود، مکتب قزلباشی شیراز گرایشی مردمی‌تر و تجاری‌تر داشت. به همین دلیل، برخی پژوهشگران این دوره را «دوران انحطاط» نگارگری شیراز دانسته‌اند؛ ولی پژوهش‌های نوین، از جمله کارهای الوچ، نشان داده‌اند که این تولیدات واجد ارزش‌های هنری و تاریخی قابل توجه‌اند و نباید صرفاً با معیارهای درباری سنجیده شوند. پژوهش‌های لاله الوچ با روش تطبیقی و سبک‌شناسی، جایگاه شیراز را به‌عنوان یک مرکز مستقل و فعال در نگارگری صفوی نشان داد. آثار این دوره بازتابی از تنوع اقتصادی و فرهنگی ایران سدهٔ دهم هجری‌اند که خارج از حمایت رسمی درباری تولید شده‌اند و ارزش هنری و تاریخی خاصی دارند.